# Филип Радович
Филип Радович (чорн. Filip Radović/ Филип Радовић; нар. 8 липня 2000) — чорногорський спортсмен, який виступає в адаптованому настільному тенісі. Здобув дві бронзові медалі: на Паралімпійських іграх у Токіо 2020 року в індивідуальному заліку (клас 10) і на Паралімпійських іграх у Парижі 2024 року, ставши таким чином єдиним чорногорським спортсменом в історії, який здобував паралімпійські медалі.